# مهرجان أديلايد السينمائي
مهرجان أديلايد السينمائي (بالإنجليزية: Adelaide Film Festival)‏ يعرف اختصارًا (AFF) هو مهرجان سينمائي يُقام سنويًا في منتصف شهر أكتوبر لمدة أسبوعين، ويُقام في دور السينما في مدينة أديلايد في جنوب أستراليا. سابقًا كان يُقام كل سنتين في مارس منذ عام 2003 حتى عام 2013، وبعدها أصبح يُقام في أكتوبر. ويحكم إقامة المهرجان سنويًا وجود التمويل اللازم، وقد يُقام في إحدى نسخه بشكل مختصر في حال عدم وجود تمويل كافٍ. ومنذ عام 2015 أصبح يُقام المهرجان سنويًا بشكل كامل أو مختصر. لكن منذ العام 2022 أصبح يُقام المهرجان بشكل كامل سنويًا. ويركز المهرجان بشكل كبير على المحتوى المحلي من جنوب أستراليا وأستراليا، مع تأسيس صندوق استثمار مهرجان أديلايد السينمائي (AFFIF) لتمويل الاستثمار في الأفلام الأسترالية.
تأسس سنة 2003 تحت اسم مهرجان أديلايد السينمائي الدولي، لاحقًا أُلغيَت كلمة "دوليّ" من اسمه بعد دورته الافتتاحية، كما أُلغيَت عضويته في الاتحاد الدولي للأفلام السينمائية (FIAPF) في العام التالي. مع ذلك، كان أول مهرجان سينمائي في أستراليا يُقدّم مسابقة دولية، وأول مهرجان يُموّل إنتاج الأفلام مباشرةً.
يستضيف المهرجان عددًا من الجوائز، بما في ذلك جوائز دون دانستان (للإبداع في المسيرة الفنية)؛ وأفضل فيلم روائي طويل؛ وأفضل فيلم وثائقي طويل؛ وجائزة بيتيسون وجيمس؛ وغيرها.

## التاريخ

### نظرة عامة
عند انطلاقه كان تحت مسمى مهرجان أديلايد السينمائي الدولي (AIFF)، وكان تمويله مستقل منذ سنة 1959 وحتى 1980. طرح رئيس حكومة جنوب أستراليا مايك ران فكرة إقامة مهرجان سينمائي جديد لتحفيز صناعة السينما المحلية والاحتفال بالذكرى الثلاثين لتأسيس شركة أفلام جنوب أستراليا. وأنشئ صندوق استثمار للمهرجان لتمويل مهرجان الفيلم وغيره من الفعاليات.
أقيم المهرجان الافتتاحي في الفترة (28 فبراير - 3 مارس 2003). وتضمن المهرجان برنامجًا من العروض والفعاليات الخاصة والمنتديات في عدد من دور السينما في جميع أنحاء أديلايد. وكان أول مهرجان سينمائي في أستراليا يقدم مسابقة دولية، وأول مهرجان يُنشئ صندوق استثمار مخصص لإنتاج الأفلام.
بعد دورته الأولى، توقف المهرجان عن استخدام كلمة "الدولي" في اسمه، دلالةً على انسحابه من عضوية الاتحاد الدولي لأفلام السينما (FIAPF). عُرف المهرجان باسم مهرجان بيغ بوند أديلايد السينمائي (BAFF) لفترة حتى عام 2011، حيث كانت بيغ بوند الراعي الرئيسي له.
منذ الحدث الأول في عام 2003، أقيم المهرجان غالبًا في السنوات الفردية في أعوام 2005، 2007، 2009، 2011، 2013، 2015، 2016 (حدث خاص "Rogue" لمرة واحدة)، 2017، 2018، ومهرجان "بوب أب" في عطلة نهاية الأسبوع في مارس 2019.
ازدادت أعداد الجمهور عامًا بعد عام، حيث بلغ عدد الجمهور أكثر من 64,000 شخص في عام 2018، ويُقدر أن يحقق دخلًا قدره 26.5 مليون دولار أسترالي على اقتصاد الولاية. وتحطمت جميع الأرقام القياسية للجمهور وشباك التذاكر في سنة 2022.
حتى سنة 2022 أُقيم المهرجان 11، عادةً كل عامين مع فعاليات مصغرة في السنوات الفاصلة، ولكن أصبح كحدث سنوي من عام 2015 إلى عام 2018. ومنذ عام 2022 أُعلن أن المهرجان سيُقام كل عام، بدلاً من كل عامين، بعد أن تعهدت حكومة بيتر مالينوسكاس بتخصيص 500,000 دولار أسترالي سنويًا للسنوات الأربع التالية.

### الموقع
أقيمت فعاليات المهرجان بشكل رئيسي في GU Filmhouse في شارع هيندلي بالفترة بين (2017 - 2020)، مع بعض الجلسات في سينما ميركوري الأصغر في شارع مورفيت.